# بانباري
بانباري (بالإنجليزية: Bunbury)‏ هي مدينة ساحلية في ولاية أستراليا الغربية على بعد 175 كيلومترًا (109 ميل) جنوب بيرث عاصمة الولاية. وهي ثالث أكبر مدينة في الولاية من حيث عدد السكان بعد بيرث وماندورا إذ يبلغ عدد سكانها حوالي 75000 نسمة.
تأسست بانباري الواقعة جنوب نهر ليسشينولت [الإنجليزية] في عام 1836 بأمر من الحاكم جيمس ستيرلينغ (ضابط) [الإنجليزية] وسميت تكريماً لمؤسسها الملازم (في ذلك الوقت) هنري بانباري. بعد فترة وجيزة بني فيها ميناء وأصبح في النهاية الميناء الرئيسي لمنطقة الجنوب الغربي بأكملها. في عام 1893 اكتمل بناء السكك الحديدية الجنوبية الغربية التي تربط بين بانباري وبيرث مما ساهم في المزيد من الازدهار الاقتصادي.

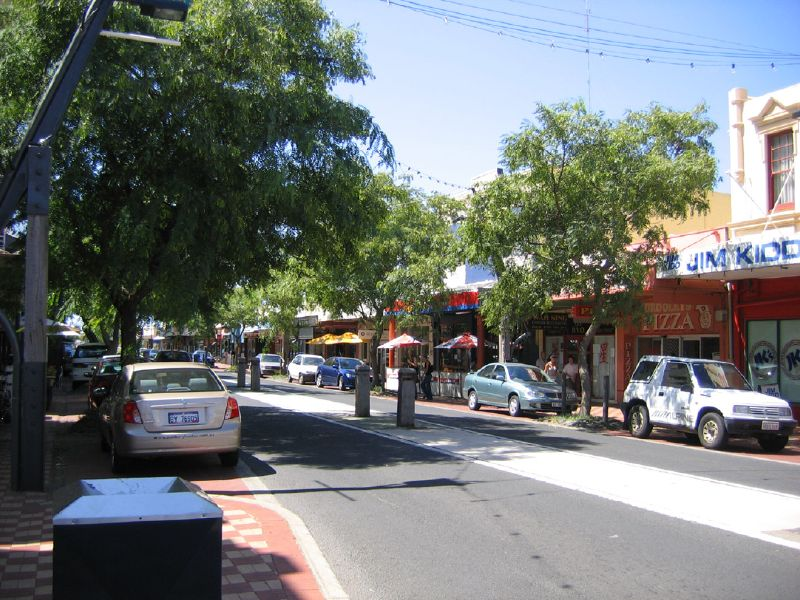
شارع بانباري الرئيسي

## المناخ
يظهر الجدول التالي التغييرات المناخية على مدار السنة لبانباري:
| البيانات المناخية لـبانباري                           | البيانات المناخية لـبانباري | البيانات المناخية لـبانباري | البيانات المناخية لـبانباري | البيانات المناخية لـبانباري | البيانات المناخية لـبانباري | البيانات المناخية لـبانباري | البيانات المناخية لـبانباري | البيانات المناخية لـبانباري | البيانات المناخية لـبانباري | البيانات المناخية لـبانباري | البيانات المناخية لـبانباري | البيانات المناخية لـبانباري | البيانات المناخية لـبانباري |
| الشهر                                                 | يناير                       | فبراير                      | مارس                        | أبريل                       | مايو                        | يونيو                       | يوليو                       | أغسطس                       | سبتمبر                      | أكتوبر                      | نوفمبر                      | ديسمبر                      | المعدل السنوي               |
| ----------------------------------------------------- | --------------------------- | --------------------------- | --------------------------- | --------------------------- | --------------------------- | --------------------------- | --------------------------- | --------------------------- | --------------------------- | --------------------------- | --------------------------- | --------------------------- | --------------------------- |
| الدرجة القصوى °م (°ف)                                 | 40.8 (105.4)                | 40.0 (104.0)                | 39.5 (103.1)                | 33.4 (92.1)                 | 29.2 (84.6)                 | 23.8 (74.8)                 | 22.4 (72.3)                 | 24.0 (75.2)                 | 30.4 (86.7)                 | 32.9 (91.2)                 | 36.0 (96.8)                 | 39.2 (102.6)                | 40.8 (105.4)                |
| متوسط درجة الحرارة الكبرى °م (°ف)                     | 29.8 (85.6)                 | 30.1 (86.2)                 | 27.7 (81.9)                 | 24.2 (75.6)                 | 21.0 (69.8)                 | 18.5 (65.3)                 | 17.2 (63.0)                 | 17.6 (63.7)                 | 18.5 (65.3)                 | 21.1 (70.0)                 | 24.4 (75.9)                 | 27.3 (81.1)                 | 23.1 (73.6)                 |
| متوسط درجة الحرارة الصغرى °م (°ف)                     | 15.5 (59.9)                 | 15.9 (60.6)                 | 14.2 (57.6)                 | 11.8 (53.2)                 | 9.3 (48.7)                  | 8.0 (46.4)                  | 7.0 (44.6)                  | 7.6 (45.7)                  | 8.5 (47.3)                  | 9.5 (49.1)                  | 12.1 (53.8)                 | 13.5 (56.3)                 | 11.1 (52.0)                 |
| أدنى درجة حرارة °م (°ف)                               | 6.0 (42.8)                  | 6.0 (42.8)                  | 2.2 (36.0)                  | 2.4 (36.3)                  | −0.1 (31.8)                 | −3.0 (26.6)                 | −2.1 (28.2)                 | 0.0 (32.0)                  | −0.3 (31.5)                 | 0.2 (32.4)                  | 2.1 (35.8)                  | 3.2 (37.8)                  | −3.0 (26.6)                 |
| الهطول مم (إنش)                                       | 12.0 (0.47)                 | 7.6 (0.30)                  | 19.4 (0.76)                 | 37.4 (1.47)                 | 99.0 (3.90)                 | 132.2 (5.20)                | 141.5 (5.57)                | 118.4 (4.66)                | 84.3 (3.32)                 | 32.1 (1.26)                 | 23.7 (0.93)                 | 18.2 (0.72)                 | 728.3 (28.67)               |
| متوسط أيام هطول الأمطار                               | 2.4                         | 2.3                         | 3.9                         | 8.7                         | 13.3                        | 16.9                        | 19.1                        | 18.9                        | 17.1                        | 9.9                         | 6.5                         | 3.8                         | 122.8                       |
| Average afternoon رطوبة نسبية (%) (at {{{time day}}}) | 44                          | 43                          | 46                          | 55                          | 59                          | 64                          | 65                          | 66                          | 64                          | 58                          | 52                          | 48                          | 55                          |
| المصدر:                                               |                             |                             |                             |                             |                             |                             |                             |                             |                             |                             |                             |                             |                             |

## توأمة
لبانباري اتفاقيات توأمة مع:
- جياشينغ

## أعلام
- جون فورست
- تروي إيلدر
- إدوين روز
- جوشوا ريسدون
- افرايم كلارك
- لورين رينولدز
- كورتني إيتون